# Schloss Unterfinningen

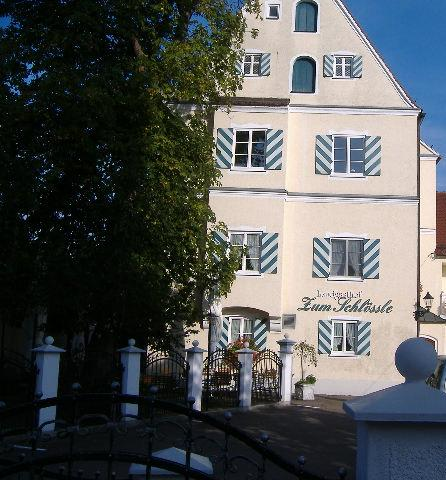
Schloss Unterfinningen, heute ein Restaurant-Landgasthof

Schloss Unterfinningen war ein Wasserschloss. Der das Gebäude umgebende Wassergraben wurde eingeebnet. Es liegt in Unterfinningen, einem Ortsteil von Finningen im Landkreis Dillingen an der Donau.

## Geschichte
Das einstige Schloss Herrenfinningen wurde urkundlich 1458 als castrum fossatum erwähnt. Es war über vier Jahrhunderte im Besitz des Augsburger Klosters St. Ulrich und Afra und es befand sich darin der Gerichts- und Verwaltungssitz der Hofmark des Klosters. 1803 ging das Schloss im Zuge der Säkularisation in staatlichen Besitz über.
Das heutige Schlössle, 1530 erbaut, ist ein dreigeschossiger Satteldachbau mit seitlich versetztem Augsburger Flacherker am Nordgiebel. Der stattliche Bau reicht bis auf die erste Hälfte des 16. Jahrhunderts zurück:
Viele Ausstattungsdetails erinnern an die Geschichte des Bauwerks. Im ersten Stock findet sich noch ein Raum mit Bandwerkstuck aus der Zeit um 1720. Im zweiten Stockwerk verdeutlicht das Wappen im Deckenstuck einer um 1750 entstandenen Muschelwerkkartusche, dass der Bau im Besitz des Klosters Sankt Ulrich und Afra war. Im Erdgeschoss atmen die wuchtigen Gewölbedecken noch Geist und Mentalität der ursprünglichen Bauherrn.
Seit 1929 ist das Schloss im Besitz der Familie Brugger, die in dem historischen Gebäude einen Restaurant-Landgasthof betreibt.